# Altái (Bayan-Ölgii)
Altái (en cirílico mongol  Алтай ) es una pequeña localidad mongola de Bayan-Ölgiy. Localizada en la parte oeste del país.
Chigertey Centro se encuentra a 115 kilómetros del centro administrativo de la ciudad de aimag Ulgiy y en 1676 kilómetros de la capital, Ulan Bator.

## Población
Atai tiene una población poco menos de 4.000. De éstos, los kazajos son los más numerosos (unos 70%), después los mongoles Urynkhay 29%, para los extranjeros, un 1%. Tiene rutas comerciales con la capital de Kazajistán, Almaty, y con el municipio ruso República de Altái.

## Zona horaria
La zona de horaria de Altái es la misma que la ciudad vecina de Olgiy, UTC +8:00,

## Geografía
La altitud media de 3000-3500 metros. Hay grandes montañas cerca de la ciudad muy altas: Elt, Dayan y Tselgerhayrhan, entre otros. Los ríos que fluyen cerca son el Sagsay Bohr Burgas. Posee un clima es continental, y la zona es rica en recursos minerales, principalmente los metales básicos, cómo el Soum de oro. Se encuentra a 1676 km de Ulán Bator y de la ciudad Chigertey, próxima al glaciar del mismo nombre. También está a 115 kilómetros de la ciudad de Ölgiy (en mongol Ulgiy).
- Datos: Q2593952